# Venefica
Venefica – rodzaj ryb promieniopłetwych z rodziny Nettastomatidae.

## Rozmieszczenie geograficzne
Do rodzaju należą gatunki występujące w umiarkowanych i tropiklanych wodach Oceanu Atlantyckiego, Oceanu Indyjskiego i Oceanu Spokojnego.

## Morfologia
Długość ciała do 109 cm; brak danych dotyczących masy ciała.

## Systematyka
Rodzaj zdefiniowała w 1891 roku para amerykańskich ichtiologów David Starr Jordan i Bradley Moore Davis, w artykule poświęconym wstępnemu przeglądowi ryb „bezpłetwych” lub węgorzowatych zamieszkujących wody Ameryki i Europy, opublikowanym w raporcie komisarza United States Commission of Fish and Fisheries. Gatunkiem typowym jest (oryginalne oznaczenie) N. procerum.

### Etymologia
Venefica: łac. venefica ‘czarodziejka’ (‘ang. sorceress’), od francuskiej nazwy sorcière używanej w Nicei na określenie Nettastoma melanura.

### Podział systematyczny
Do rodzaju należą następujące gatunki:
- Venefica multiporosa Karrer, 1983
- Venefica ocella Garman, 1899
- Venefica proboscidea (Vaillant, 1888)
- Venefica procera (Goode & Bean, 1883)
- Venefica tentaculata Garman, 1899